# Poppenbüttler Graben

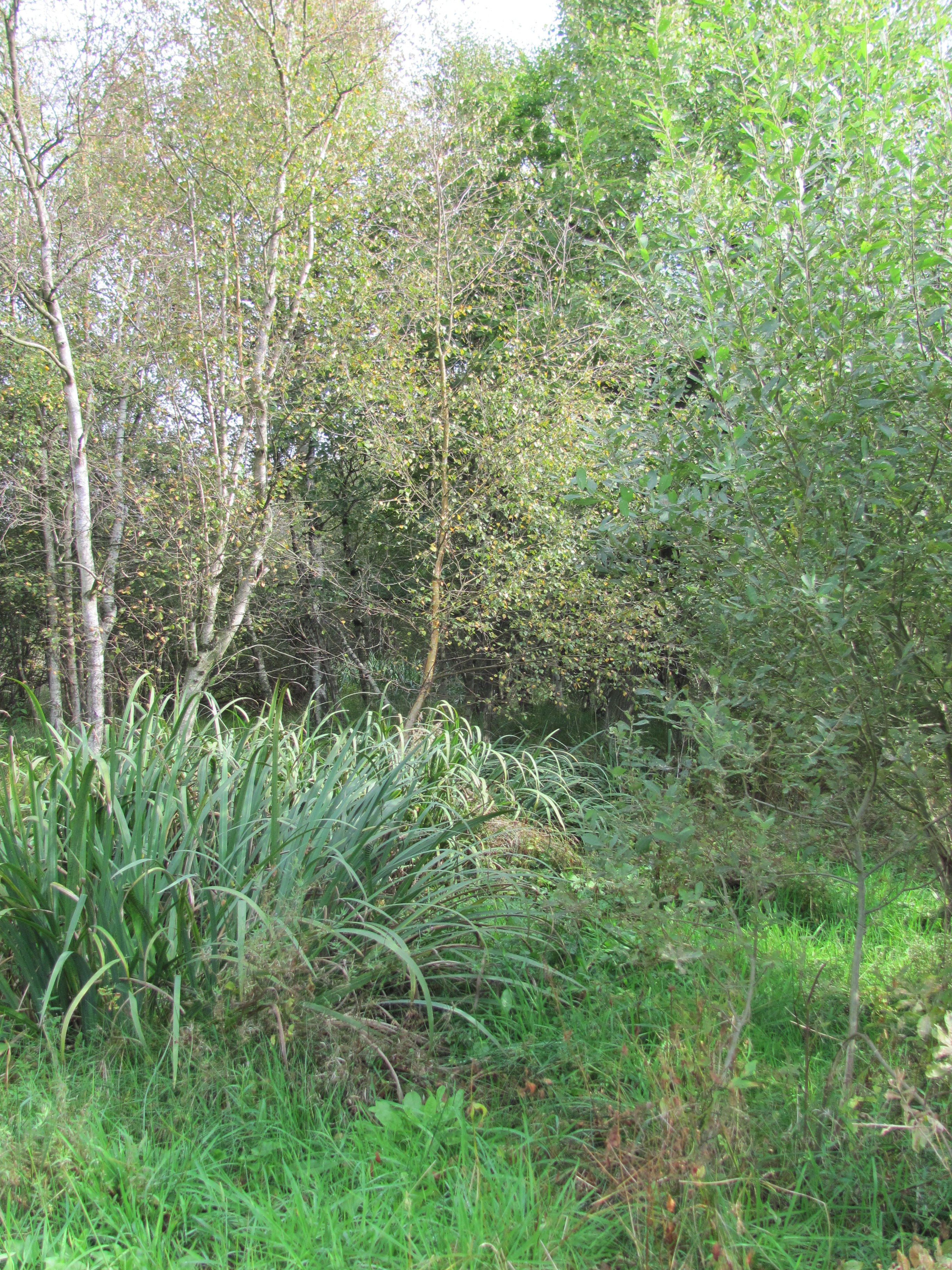
Poppenbüttler Graben

Der Poppenbüttler Graben ist ein Kleinmoor in Hamburg, das zu den Naturdenkmalen der Stadt gehört. Es verläuft parallel zum Kupferteichweg in Poppenbüttel. Das Moor ist nicht durch Wege erschlossen. Es mündet in die Mellingbek.

## Beheimatete Pflanzen
Zu den im Kleinmoor beheimateten Pflanzen zählen Binsen, der Lungen-Enzian, die Moorlilie, Moosbeeren, der Rundblättrige Sonnentau, Seggen und das Wald-Läusekraut. Drei der im Poppenbüttler Graben vorkommenden Pflanzen wurden in der Vergangenheit zur Blume des Jahres erklärt: Der Lungen-Enzian (1980), der Rundblättrige Sonnentau (1992) und die Moorlilie (2011).